# Schiffselement
Ein Schiffselement ist ein konstruktives Hauptbauteil von Schiffen oder anderen Wasserfahrzeugen. Im Wesentlichen umfasst der Begriff den Kiel, Doppelboden, Bug, das Heck, Deck, die Außenhaut, Schotte, Bunker- und Ladetanks, Ladeluken, Decksaufbauten usw. (→ Schiff#Aufbau). Außer den schiffbaulichen Hauptbaugruppen umfasst der Begriff die Bestandteile, aus denen diese zusammengesetzt werden.
Neben den Schiffselementen besteht ein Schiff baulich aus den beiden großen Gruppen Schiffsausrüstung und Schiffseinrichtung.